# هارولد دونبار
هارولد دونبار (بالإنجليزية: Harold Dunbar)‏ هو لاعب كرة قدم أسترالية أسترالي، ولد في 1 أكتوبر 1900 في ترارالغون في أستراليا، وتوفي في 12 يونيو 1975 في Kyneton ‏ في أستراليا.

## وصلات خارجية
- هارولد دونبار على موقع AustralianFootball.com (الإنجليزية)
- هارولد دونبار على موقع AFLtables.com (الإنجليزية)